# 파테 (음식)

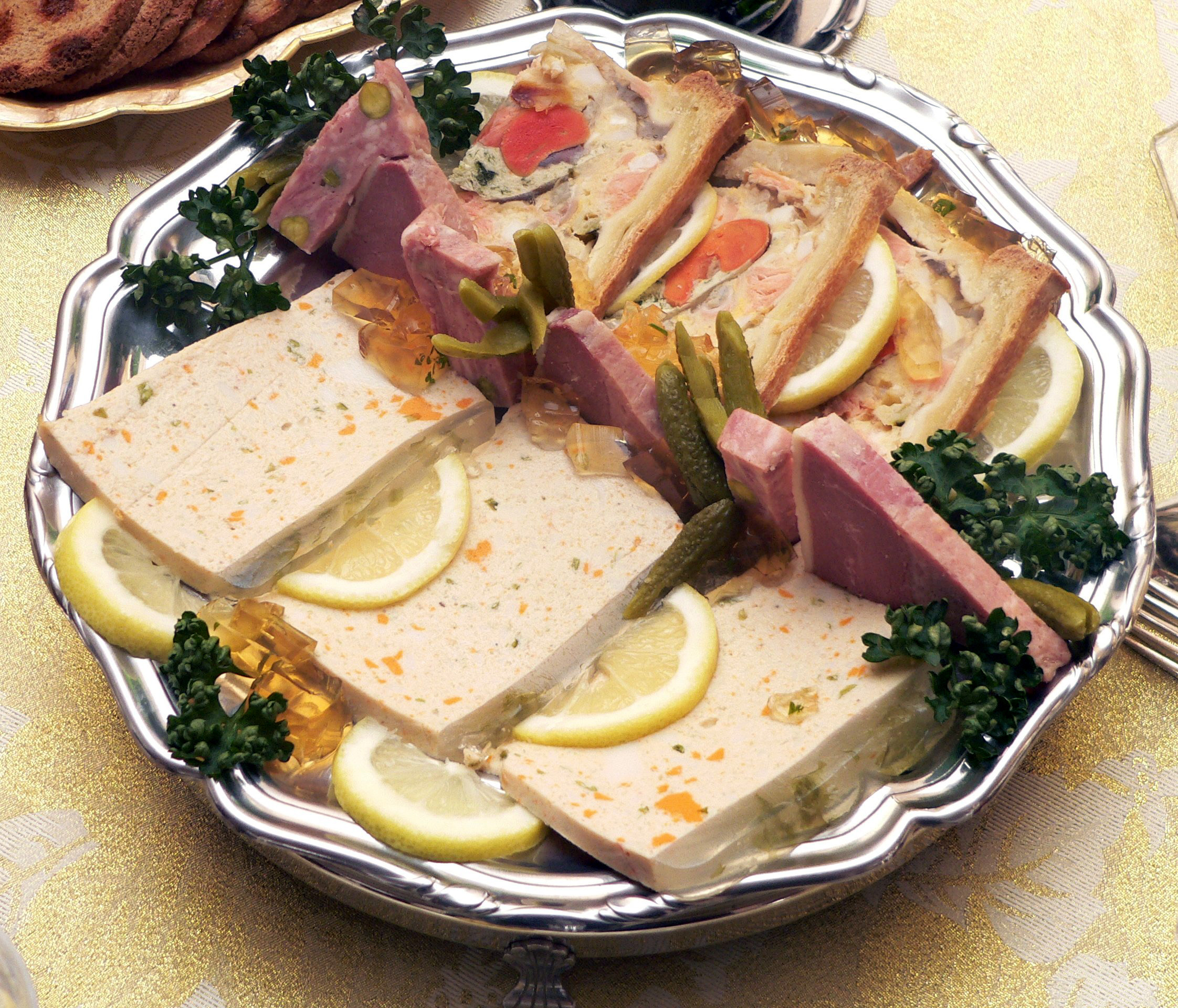
다양한 파테

파테(프랑스어: pâté)는 간이나 자투리 고기, 생선살 등을 갈아서 빠떼(pate)라는 밀가루 반죽을 입혀 오븐에 구워낸 정통 프랑스 요리이다.

## 같이 보기
- 파스텔